# Mario Venuti
Mario Venuti (Siracusa, 28 ottobre 1963) è un cantautore e polistrumentista italiano.

## Biografia

### Gli inizi
Nato a Siracusa da padre messinese e madre napoletana, vive l'infanzia tra Messina e Siracusa. Adolescente, si trasferisce con la famiglia a Catania, dove cresce e vive tuttora. La sua carriera artistica inizia con la gavetta in diverse cover band, con le quali, accompagnato da Toni Carbone, gira per i locali catanesi e, soprattutto, si esibisce per i militari statunitensi di stanza alla base di Sigonella; la svolta alla fine degli anni settanta, quando Venuti e Carbone incontrano i fratelli Gabriele e Luca Madonia, con i quali, nel 1982, inizia l'avventura dei Denovo.

### Gli anni '90
Il sodalizio artistico fra i quattro durerà meno di un decennio e, nel 1990, con all'attivo quattro album, un EP, centinaia di concerti e consensi di pubblico e critica, i quattro decidono di porre fine all'esperienza dei Denovo.
Dopo lo scioglimento del complesso trascorrono quattro anni prima del debutto da solista. È il 1994 e l'album, trainato dal singolo Fortuna (brano che vanta due cover, una in portoghese, ad opera di Dilene Ferraz, cantante dei Brazilian Love Affair, e un'altra, a cappella, eseguita dai Neri per Caso oltre che una rivisitazione ad opera dello stesso Venuti insieme alla cantante brasiliana Ana Flora del 2007), si intitola Un po' di febbre, un eterogeneo insieme di pezzi pop d'autore.
Le positive recensioni critiche vengono confermate dal successivo Microclima del 1996 (insignito del premio Max Generation), ancora più ricco di sonorità sudamericane. A Messina, la città di origine paterna, inoltre, dedica una delle sue più struggenti canzoni: "Punta del Faro", dedicata a Capo Peloro, ancora oggi uno dei luoghi più belli del capoluogo peloritano.
Nello stesso anno, suggerisce all'amico Francesco Virlinzi, patron della Cyclope Records, il progetto di un album tributo a Franco Battiato. L'album, Battiato non Battiato, riunisce sotto il nome di Battiato, oltre allo stesso Venuti (che si cimenta nella cover di E ti vengo a cercare), anche Luca Madonia (in Summer on a solitary beach), i La Crus, i Bluvertigo, Carmen Consoli ecc.
È proprio il 1996 l'anno di inizio della collaborazione con la Consoli, con cui scrive Amore di plastica, che partecipa nella sezione giovani al Festival di Sanremo 1996 e La semplicità, brani contenuti nel primo lavoro della Consoli, Due parole. I due si rincontreranno nel 1998 per duettare nel pezzo Mai come ieri (brano che raggiungerà il 3º posto delle classifiche di vendita dei singoli). È il preludio all'album omonimo. Un lavoro che abbina tracce inedite, che propongono un Venuti più intimista, e altre dal vivo, occasione per ripercorrere oltre quindici anni di carriera.

### Gli anni 2000
L'attenzione ricevuta dall'album sembra aprire la strada al successo per l'artista siciliano. Tuttavia, la scomparsa nel 2000 di Francesco Virlinzi (produttore di Venuti), e i problemi contrattuali che ne deriveranno, ritardano di parecchio tempo l'uscita del nuovo album.

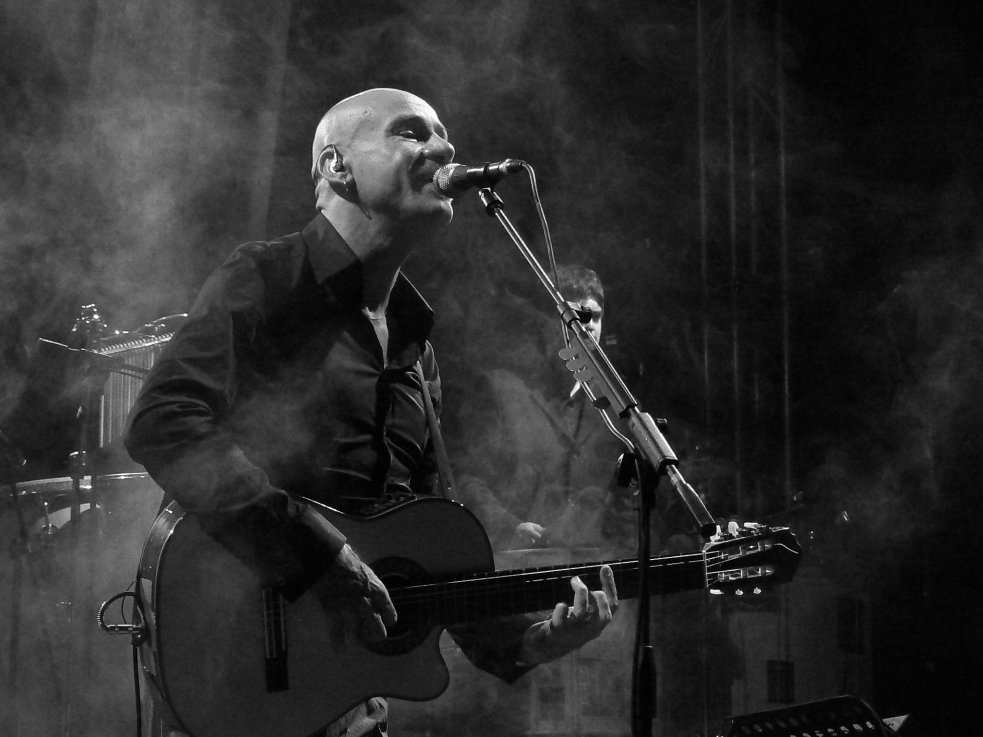
Mario Venuti alla Notte Bianca di Frosinone (ph. Marco Medaglia).

Nel 2002 risponde alla chiamata del vecchio amico Madonia, il quale ha scritto una canzone in pieno "stile Denovo" pensata per un duetto con Mario. Il risultato è il brano In santità, contenuto nell'album di Madonia La consuetudine, nel quale figurano anche le collaborazioni con Battiato e Consoli.
Nel 2003, dopo una lunga attesa, risolti i problemi contrattuali, èdito da una indie catanese, Musica&Suoni, esce l'album Grandimprese, un lavoro meno intimista ma più orientato verso sonorità pop e rock. Il brano di punta è Veramente, che partecipa ad Un disco per l'estate. All'interno dell'album è presente una cover (unico caso nella sua produzione da solista): si tratta di Monna Lisa, omaggio a Ivan Graziani.
Nel 2004 un'altra svolta per la carriera artistica del cantautore siciliano, l'incontro con Pippo "Kaballà" Rinaldi, con il quale inizia una collaborazione che dura tutt'oggi e che sfocia nella partecipazione al Festival di Sanremo di quell'anno con Crudele, brano che si piazza al decimo posto della classifica finale e che vale il Premio della Critica del Festival della canzone italiana "Mia Martini".
L'idea di pubblicare un nuovo album viene accantonata in favore di un repacking di Grandimprese con l'aggiunta di alcuni inediti fra cui il brano sanremese, e un brano già edito, Per causa d'amore, un ritorno alle sonorità brasiliane, una bossa nova scritta per Patrizia Laquidara e già inserita nel suo secondo album della cantante, Indirizzo portoghese. Il 1º maggio 2004 è sul palco del Concerto del Primo Maggio a Roma dove, tra l'altro, si esibisce insieme alla Premiata Forneria Marconi in La guerra di Piero di Fabrizio De André.
In attesa di completare la registrazione del nuovo album, Mario Venuti compone brani per colleghi: Echi di infinito per Antonella Ruggiero, brano che vince nella Categoria Donne del Festival di Sanremo 2005, Estate in città per Raf, Non è peccato per Syria (brano che dà il titolo all'album dell'artista romana), La lingua perduta del cuore per Nicky Nicolai (brano che troverà posto nell'album L'altalena, del 2006).
Duetta in Pura Ambra con Joe Barbieri, con i La Crus canta La prima notte di quiete e partecipa alla realizzazione dell'album On the air, progetto dei "Jetlag" (Livio Magnini, Jacopo Rondinelli ed Emilio Cozzi), prestando la sua voce nel brano Slow burn. Durante l'estate del 2005 debutta al Teatro Greco di Taormina nel musical "Datemi tre caravelle" (di e con Alessandro Preziosi), nella parte di Re Ferdinando.
Nell'estate del 2005 partecipa, insieme ad altri artisti tra i quali Max Gazzè e Paola Turci, al progetto Stazioni Lunari (vincitore del Premio MEI 2005 come "Miglior progetto speciale").
Sempre nel 2005, firma la sua prima colonna sonora; a volerlo è Christian Bisceglia (già regista del video di Veramente), per il film Agente matrimoniale, prodotto da Eleonora Giorgi e girato a Catania con protagonista Nicola Savino, nota voce di Radio Deejay.

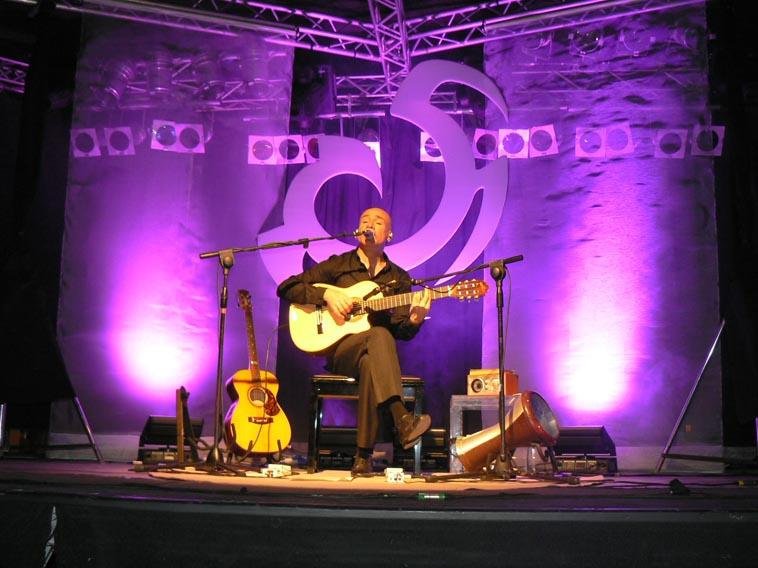
"Sulu Tour 2007" a Roma (ph. Marco Medaglia).

Nel gennaio del 2006 esce il singolo Qualcosa brucia ancora, che conquista il primo posto nella classifica del Music Control e che anticipa di qualche mese l'uscita di Magneti, quinto album da solista che viene pubblicato all'indomani della partecipazione all'edizione del 2006 del Festival di Sanremo, dove Venuti si presenta nella categoria "gruppi" in compagnia degli Arancia Sonora (musicisti che da anni lo accompagnano in tour e che suonano nei suoi album), con il brano Un altro posto nel mondo. Il brano non supera la prima fase.
All'indomani della partecipazione a Sanremo, Venuti parte in tour con Arancia Sonora, tour che, dopo una parentesi teatrale invernale e una estiva all'aperto, approda al Teatro Greco di Taormina; in questa occasione viene registrato il primo DVD dell'artista catanese, Materia viva, per la regia di Marco Amato.
Sempre nel 2006 ha scritto un brano per Mietta, dal titolo Dare e avere, che la cantante tarantina inserisce nell'album 74100.
Sul finire del 2006, sempre in compagnia di Arancia Sonora, partecipa al progetto 'Ciuri - Un tributo alla musica siciliana'. Il progetto, ideato dall'Associazione Nazionale Famiglie Emigranti, ha come scopo il recupero della tradizione musicale siciliana e il suo riuso, con riferimento, soprattutto, alla figura e l'opera di Rosa Balistreri. Il progetto 'Ciuri' porta Mario e Arancia Sonora, insieme ai Sun, in Sudamerica, dove sono protagonisti di alcuni concerti.
Il 2007 è un anno di riflessione artistica per l'autore catanese, come testimoniato dalla tournée "Sulu tour", in cui esibendosi per sola voce e chitarra reinterpreta gli oltre venti anni di carriera in chiave più intimista.
Nel 2008 ritorna sul palco di Sanremo con un brano firmato ancora a quattro mani con Kaballà e intitolato A ferro e fuoco. In quella occasione, dopo più di venti anni, si esibisce sul palco del Teatro Ariston insieme ai Denovo. L'uscita del nuovo brano sancisce stavolta la pubblicazione del suo primo greatest hits, L'officina del fantastico, che raccoglie i brani più noti della sua produzione da solista. In autunno rilascia un'intervista alla rivista Vanity Fair, dove non nasconde la propria omosessualità.

Nel 2009, anticipato dal singolo Una pallottola e un fiore, viene pubblicato il sesto album da solista dell'artista siciliano, Recidivo, lavoro composto da dodici brani (undici scritti a quattro mani con Kaballà e uno firmato da Massimo Greco) e contiene tre duetti: Franco Battiato canta nel brano Spleen#132, Carmen Consoli nel brano La vita come viene e Cesare Cremonini ne Un cuore giovane. L'album, nella versione digitale, contiene una bonus track, La fine ed il principio, brano scritto da David Florio, già coautore, insieme allo stesso Venuti, del brano Sulu, contenuto nel precedente album di inediti di Mario Venuti, Magneti.

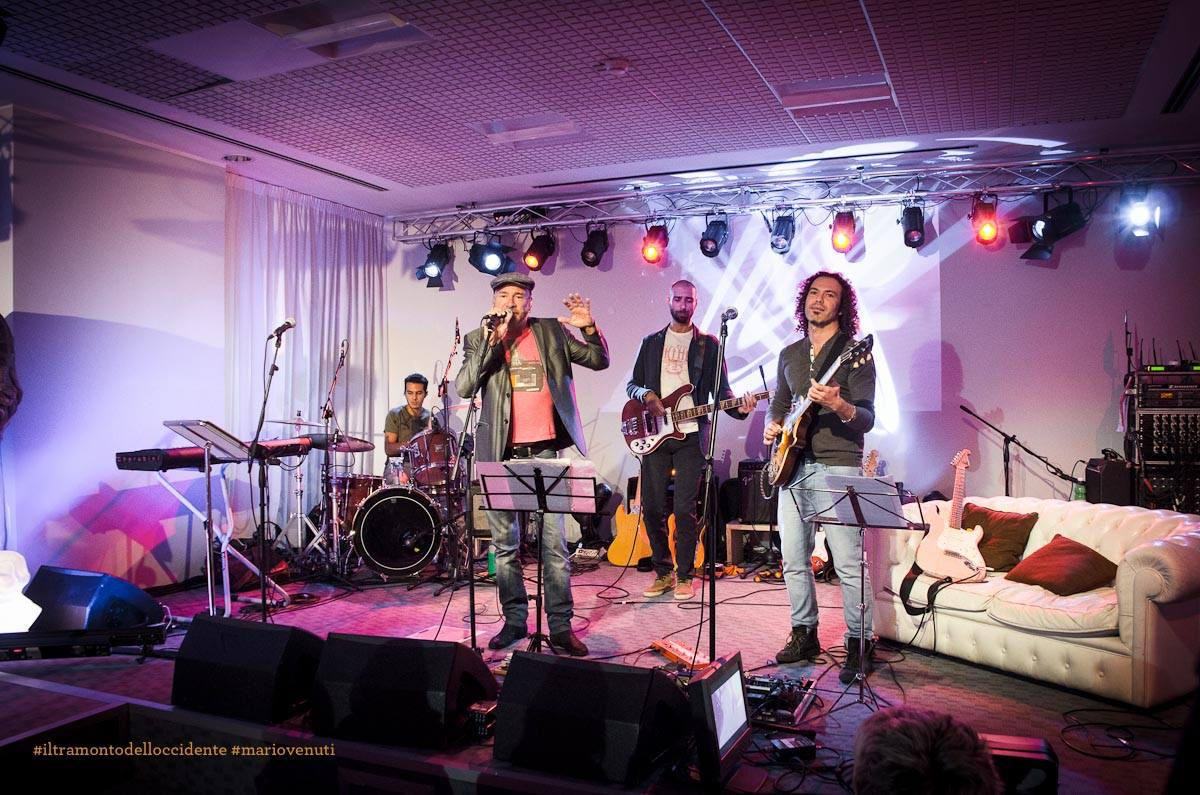
Mario Venuti, accompagnato dalla sua band, ospite del programma Webnotte (ph. Marco Medaglia).

Nel 2010, chiamato dall'amico Massimo Piparo, interpreta Pilato nel musical Jesus Christ Superstar (per la regia dello stesso Piparo), dove recita al fianco di Matteo Becucci, Simona Bencini, Max Gazzè (per le sole date romane) e Ivan Cattaneo (per le sole date milanesi).
Nel 2012, anticipato dal singolo Quello che ci manca, pubblica il suo settimo disco da solista, L'ultimo romantico. In concomitanza con l'uscita dell'album, organizza un party ad esclusivo uso e consumo dei fan, il SuperMario Party. In seguito, inizia un'intensa attività live, che lo porta in giro per l'Italia.
Nel 2013, in occasione del suo 50º compleanno, Mario Venuti festeggia con un concerto-evento che viene trasmesso sul sito ufficiale dell'artista.
Il 2014 vede Venuti impegnato su diversi fronti. Lavora per l'uscita del suo 8º album da solista, Il tramonto dell'Occidente, un concept-album scritto a sei mani, con Kaballà e Francesco Bianconi, leader dei Baustelle che verrà pubblicato nel 2015. Contemporaneamente, segue la pubblicazione dell'album Kamikaze Bohemien, che segna il clamoroso ritorno sulla scena musicale dei Denovo.
Nel 2017, a due anni di distanza dal precedente album Il tramonto dell'Occidente, pubblica un nuovo album, dal titolo Motore di vita, scritto sempre a quattro mani con il suo "alter ego", Kaballà; 12 brani anticipati dal singolo Caduto dalle stelle.
Il 31 maggio 2019 pubblica Soyuz 10, in cui parla di amore, rapporti e smartphone detox. 
Nel 2021 esce Tropitalia, album di cover nel quale l'artista, con la collaborazione di Tony Canto nel ruolo di produttore e arrangiatore, si diverte a interpretare undici brani che dagli anni trenta ai duemila hanno segnato a loro modo la musica italiana.
Nel 2024, dopo cinque anni, torna a pubblicare un album di inediti (ad eccezione del brano Andiamo Via, adattamento in italiano di Você Não Entende Nada di Caetano Veloso). L'album, prodotto ancora una volta da Tony Canto, si intitola Tra la carne e il cielo.

## Discografia

### Da solista

#### Album in studio
- 1994 – Un po' di febbre
- 1996 – Microclima
- 1998 – Mai come ieri
- 2003 – Grandimprese (ripubblicato nel 2004 con il titolo di Sanremo Edition)
- 2006 – Magneti
- 2009 – Recidivo
- 2012 – L'ultimo romantico
- 2014 – Il tramonto dell'Occidente
- 2017 – Motore di vita
- 2019 – Soyuz 10
- 2021 – Tropitalia
- 2024 – Tra la carne e il cielo

#### Raccolte
- 2008 – L'officina del fantastico

### Con i Denovo

#### Album in studio
- 1985 – Unicanisai
- 1987 – Persuasione
- 1988 – Così fan tutti
- 1989 – Venuti dalle Madonie a cercar Carbone
- 2014 – Kamikaze Bohemien

#### Album dal vivo
- 2004 – Denovo Live